# Bronisław Geremek

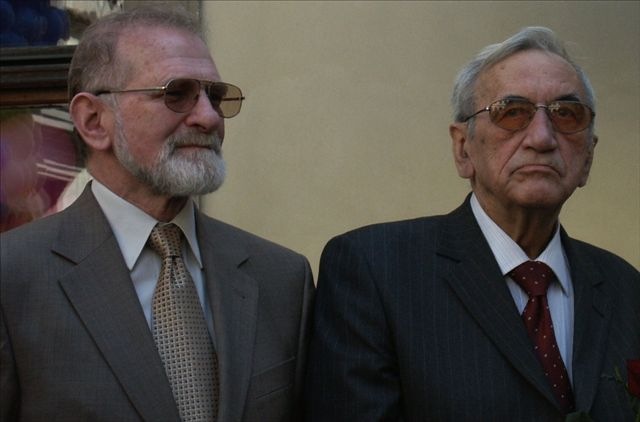
Bronisław Geremek (1932–2008) a Tadeusz Mazowiecki (1927–2013), v roce 2004

Bronisław Geremek, vlastním jménem Benjamin Lewertow (6. března 1932 Varšava – 13. července 2008 Lubień) byl polský politik a historik.

## Život

### Do roku 1968
Narodil se ve Varšavě. V roce 1950 vstoupil do polské komunistické strany, ze které odešel v roce 1968 na protest proti okupaci Československa.
V roce 1954 dokončil studium historie na Varšavské univerzitě. V letech 1956 až 1958 absolvoval postgraduální studia na École pratique des hautes études v Paříži. V letech 1955 až 1985 působil v Historickém ústavu Polské akademie věd. V letech 1960 až 1965 přednášel na pařížské Sorboně, přičemž v letech 1962 až 1965 byl ředitelem Polského kulturního střediska v Paříži. Jako historik se věnoval dějinám středověku, především tehdejšímu všednímu životu, a patřil v tomto oboru k předním světovým autoritám.

### 1968 až 1989
Ve druhé polovině 70. let se aktivně zapojil do polské demokratické opozice a od roku 1979 byl přednášejícím podzemního Sdružení vědeckých kurzů (pol. Towarzystwo Kursów Naukowych) a od roku 1980 členem jeho programové rady. V době stávky v srpnu 1980 se podílel na vzniku nezávislého odborového hnutí Solidarita (Solidarność) jako jeden z hlavních poradců a na prvním sjezdu Solidarity v roce 1981 předsedal jeho programové komisi.
Po vyhlášení válečného stavu generálem Jaruzelským v prosinci 1981 byl komunistickým režimem internován. Propuštěn byl po roce internace v prosinci 1982, ale v roce 1983 byl opět uvězněn za své politické aktivity.
V letech 1983 až 1987 byl poradcem a blízkým spolupracovníkem Lecha Wałęsy, předsedy Solidarity. V roce 1989 jako významný účastník rozhovorů u kulatého stolu mezi opozicí a vládou hrál významnou roli v přechodu Polska k demokracii.

### Po roce 1989
Po roce 1989 nadále se aktivně účastnil politického života Polska. V letech 1991, 1993 a 1997 byl opakovaně zvolen poslancem Sejmu, dolní komory polského Národního shromáždění.
Od října 1997 do června 2000 byl polským ministrem zahraničí, který v roce 1999 přivedl Polsko do NATO. V červnu 2004 byl zvolen polským poslancem Evropského parlamentu za Unii svobody (Unia Wolności), kde se stal členem liberální frakce (ALDE) a neúspěšně se ucházel o funkci předsedy parlamentu.
Zemřel 13. července 2008 při autonehodě na západě Polska. Byl pochován na hřbitově Cmentarz Wojskowy na Powązkach v rodné Varšavě.

## Ocenění
Během života získal Bronisław Geremek řadu poct a vyznamenání např. německý Velký kříž s hvězdou za zásluhy o SRN, Karlovu cenu, francouzský Řád čestné legie. V roce 2002 získal od prezidenta Alexandra Kwaśniewského nejvyšší a nejstarší polské vyznamenání Řád bílého orla.
Obdržel celkem 23 titulů doctor honoris causa, např. na univerzitách v Boloni, v Utrechtu, na Sorboně, na Columbia University v New Yorku, na Jagelonské univerzitě, či na Evropské univerzitě Viadrina ve Frankfurtu nad Odrou.

## Publikace
- Ludzie, towary, pieniądze. Warszawa : Wiedza Powszechna, 1968. 551 s.
- Ludzie marginesu w średniowiecznym Paryżu : XIV-XV wiek. Wrocław : Zakład Narodowy im. Ossolińskich. Wydawnictwo PAN, 1971. 325 s.
- Litość i szubienica : dzieje nędzy i miłosierdzia. Warszawa : Czytelnik, 1989. 307 s. ISBN 83-07-01490-5. (česky Slitování a šibenice : dějiny chudoby a milosrdenství. Praha : Argo, 1999. 262 s. ISBN 80-7203-228-3.)
- Świat "opery żebraczej" : obraz włóczęgów i nędzarzy w literaturach europejskich XV-XVII wieku. Warszawa : Państwowy Instytut Wydawniczy, 1989. ISBN 83-06-00428-0.

## Fotogalerie

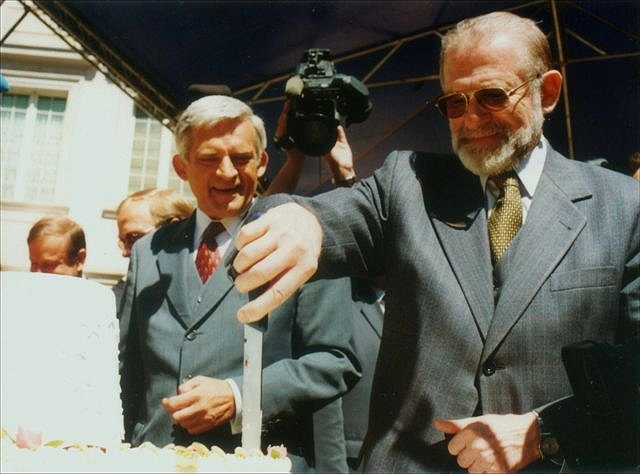
Jerzy Buzek (* 1940) a Bronisław Geremek (1932-2008) v roce 2000
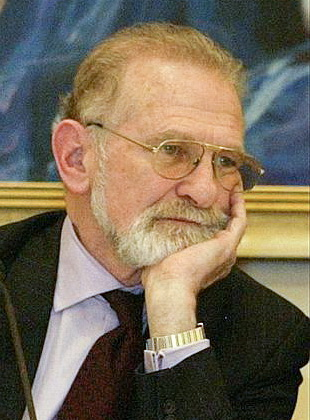
Bronisław Geremek (2004)
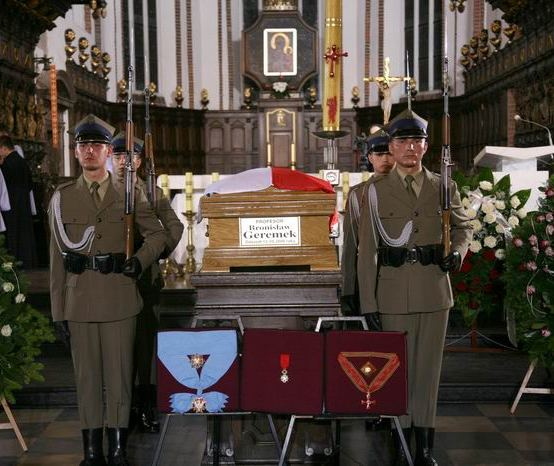
Pohřeb prof. Bronisława Geremka ve Varšavě
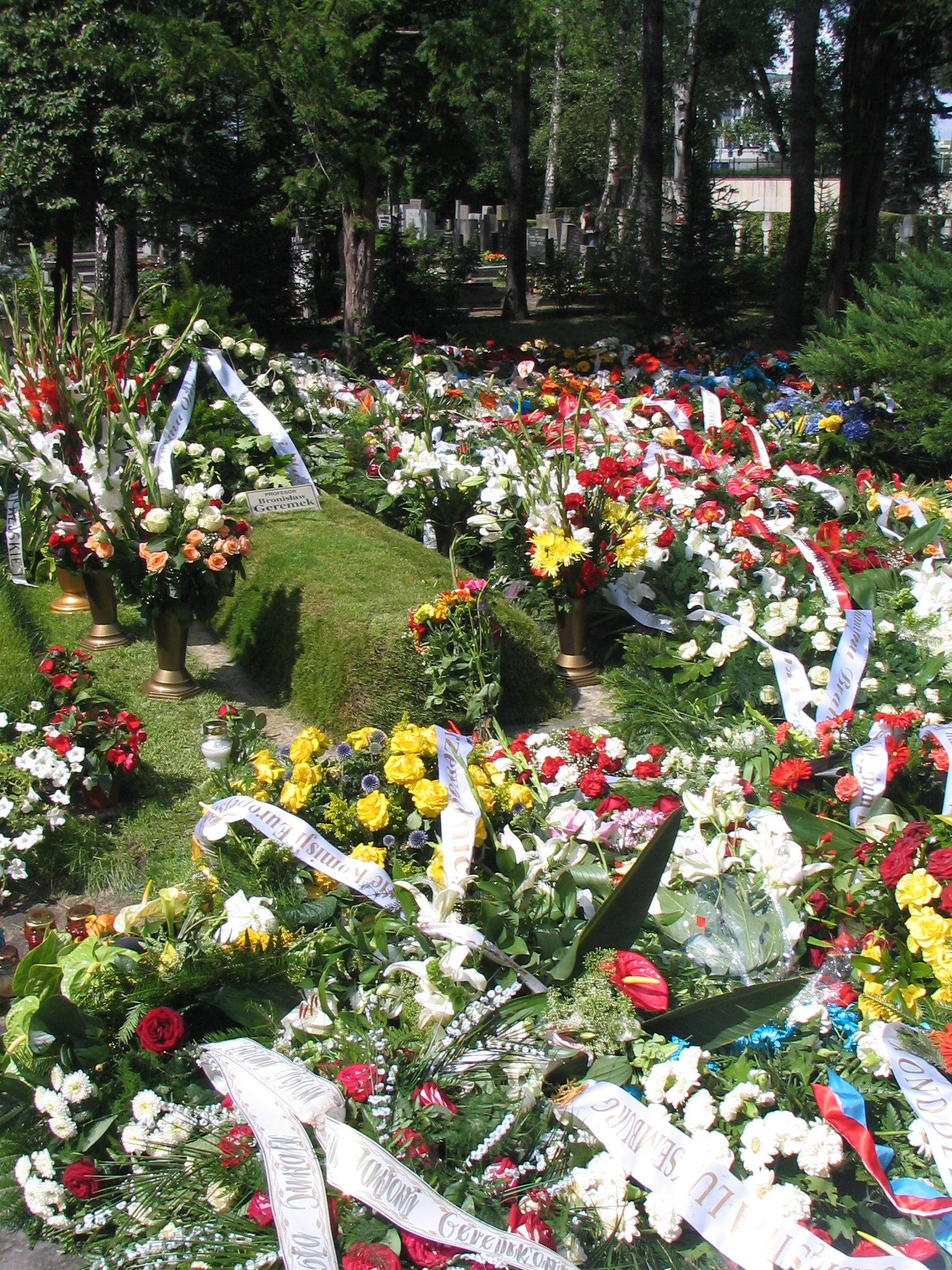
Hrob Bronisława Geremka
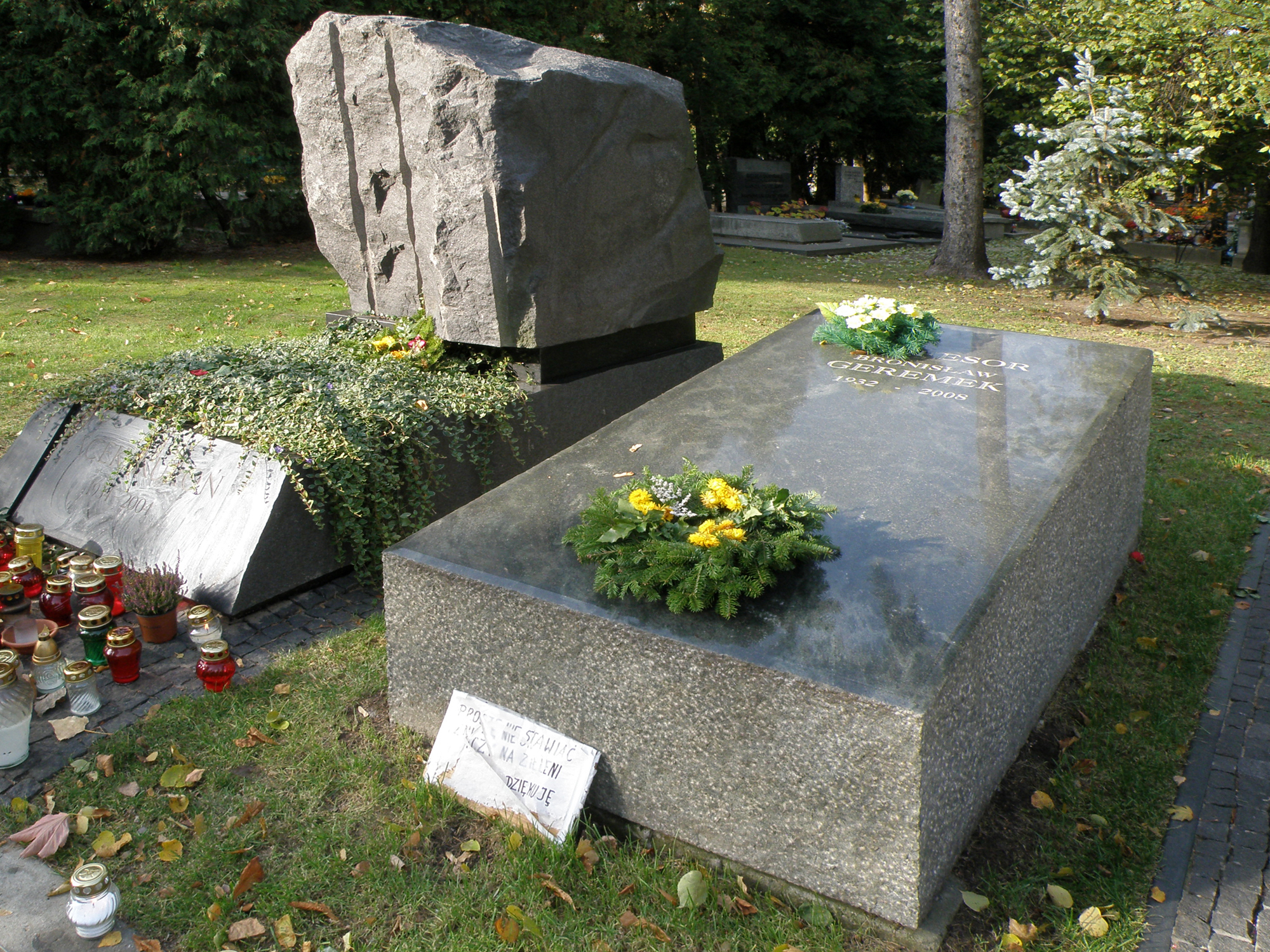
Prof. Bronisław Geremek (Cmentarz Wojskowy na Powązkach, Warszawa)